# Trofeo Flandrien
Il Trofeo Flandrien è un prestigioso premio ciclistico assegnato dal quotidiano Het Nieuwsblad, in collaborazione con la rete televisiva Één, al migliore professionista belga della stagione.

## Storia
Il Trofeo venne istituito nel 2003 per premiare il miglior ciclista dell'anno. I candidati erano scelti tra i professionisti che più si misero in evidenza nella stagione agonistica, indifferentemente dalla nazionalità. Il vincitore veniva scelto dai lettori della rivista e da una giuria di giornalisti.
L'italiano Paolo Bettini si aggiudicò il riconoscimento nel 2003, 2006 e 2007, mentre il belga Tom Boonen nel 2004 e 2005. Dal 2008 il premio venne assegnato a soli ciclisti belgi e la giuria fu composta da ex-corridori del Belgio: in quell'anno venne premiato il giovane Greg Van Avermaet, vincitore in seguito anche dal 2013 al 2017. Philippe Gilbert vinse dal 2009 al 2011; nel 2012 il vincitore fu nuovamente Boonen, mentre a trionfare nel 2018 fu Yves Lampaert. Furono poi tre i successi consecutivi, dal 2019 al 2021, di Wout Van Aert, seguiti da Remco Evenepoel nel 2022 e Jasper Philipsen nel 2023.
A partire dal 2008 venne istituito anche il Trofeo Internazionale Flandrien, che premia il miglior professionista internazionale dell'anno. Dal 2014 al 2018 venne premiato con il Trofeo Ciclocross il miglior professionista internazionale nel ciclocross; nel 2019 venne sostituito con il Trofeo Patrick Sercu, assegnato al miglior professionista non su strada.
Dal 2016 venne saltuariamente assegnato il Premio alla carriera.

## Categorie attuali
- Flandrien-Trofee (it. Trofeo Flandrien)

Professionista belga (Uomini)
Under-23 belga (Uomini)
Junior belga (Uomini)
Esordiente belga (Uomini)
- Flandrienne-Trofee (it. Trofeo Flandrienne)

Professionista belga (Donne)
- Internationale Flandrien Award (it. Trofeo Internazionale Flandrien)

Professionista internazionale (Uomini)
- Grote Prijs Patrick Sercu (it. Trofeo Patrick Sercu)

Professionista non su strada
- Lifetime Achievement Award (it. Premio alla carriera)

## Albo d'oro
| Anno | Trofeo Flandrien  | Trofeo Flandrienne | Trofeo Internazionale | Trofeo Ciclocross    | Trofeo Patrick Sercu | Premio alla carriera          |
| ---- | ----------------- | ------------------ | --------------------- | -------------------- | -------------------- | ----------------------------- |
| 2003 | Paolo Bettini     | Non assegnato      | Non assegnato         | Non assegnato        | Non assegnato        | Non assegnato                 |
| 2004 | Tom Boonen        | Non assegnato      | Non assegnato         | Non assegnato        | Non assegnato        | Non assegnato                 |
| 2005 | Tom Boonen        | Non assegnato      | Non assegnato         | Non assegnato        | Non assegnato        | Non assegnato                 |
| 2006 | Paolo Bettini     | Non assegnato      | Non assegnato         | Non assegnato        | Non assegnato        | Non assegnato                 |
| 2007 | Paolo Bettini     | Non assegnato      | Non assegnato         | Non assegnato        | Non assegnato        | Non assegnato                 |
| 2008 | Greg Van Avermaet | Grace Verbeke      | Fabian Cancellara     | Non assegnato        | Non assegnato        | Non assegnato                 |
| 2009 | Philippe Gilbert  | Grace Verbeke      | Mark Cavendish        | Non assegnato        | Non assegnato        | Non assegnato                 |
| 2010 | Philippe Gilbert  | Liesbet De Vocht   | Fabian Cancellara     | Non assegnato        | Non assegnato        | Non assegnato                 |
| 2011 | Philippe Gilbert  | Grace Verbeke      | Mark Cavendish        | Non assegnato        | Non assegnato        | Non assegnato                 |
| 2012 | Tom Boonen        | Liesbet De Vocht   | Bradley Wiggins       | Non assegnato        | Non assegnato        | Non assegnato                 |
| 2013 | Greg Van Avermaet | Jessie Daams       | Chris Froome          | Non assegnato        | Non assegnato        | Non assegnato                 |
| 2014 | Greg Van Avermaet | Jolien D'Hoore     | Michał Kwiatkowski    | Sven Nys             | Non assegnato        | Non assegnato                 |
| 2015 | Greg Van Avermaet | Jolien D'Hoore     | Peter Sagan           | Mathieu van der Poel | Non assegnato        | Non assegnato                 |
| 2016 | Greg Van Avermaet | Jolien D'Hoore     | Peter Sagan           | Wout Van Aert        | Non assegnato        | Fabian Cancellara             |
| 2017 | Greg Van Avermaet | Sanne Cant         | Chris Froome          | Mathieu van der Poel | Non assegnato        | Non assegnato                 |
| 2018 | Yves Lampaert     | Sanne Cant         | Tom Dumoulin          | Mathieu van der Poel | Non assegnato        | Non assegnato                 |
| 2019 | Wout Van Aert     | Sofie De Vuyst     | Julian Alaphilippe    | Non assegnato        | Victor Campenaerts   | Non assegnato                 |
| 2020 | Wout Van Aert     | Lotte Kopecky      | Non assegnato         | Non assegnato        | Non assegnato        | Non assegnato                 |
| 2021 | Wout Van Aert     | Lotte Kopecky      | Tadej Pogačar         | Non assegnato        | Tim Celen            | Jolien D'Hoore                |
| 2022 | Remco Evenepoel   | Lotte Kopecky      | Tadej Pogačar         | Non assegnato        | Lotte Kopecky        | Non assegnato                 |
| 2023 | Jasper Philipsen  | Lotte Kopecky      | Mathieu van der Poel  | Non assegnato        | Lotte Kopecky        | Peter Sagan Greg Van Avermaet |